# Arkada (arhitektura)
Arkada (lat. arcus, luk, svod) je svodište, nadsvođe; luk između dvaju stupova; niz lukova koji počivaju na stupovima. Upotrebljavaju se u graditeljstvu od egipatskih hramova do danas. Katkada su arkadama okruženi trgovi (slavne venecijanske i splitske prokurative) ili nizovi ulica. 
U bazilikama i srednjovjekovnim crkvama arkade dijele glavni od pobočnih brodova. 
Slijepe arkade dekorativno raščlanjuju zid ali ga ne probijaju, poglavito u romanici i gotici.
Arkatura je ukrasni element u arhitekturi koji se sastoji od niza slijepih arkada priljubljenih reljefno uza zidnu plohu. U romanici arkatura često raščlanjuje vanjske i unutarnje dijelove građevine, kao i crkveni inventar (apside, oltarne menze i sl.).

## Vanjske poveznice
|  | Zajednički poslužitelj ima još gradiva o temi Arkada (arhitektura) |